# Lou Ottens
Lodewijk Frederik (Lou) Ottens (Bellingwolde, 21 de junho de 1926 – Duizel, 6 de março de 2021) foi um engenheiro e inventor neerlandês.
Contratado pela Philips, começou a carreira no Departamento de Mecanização de Negócios, em Eindhoven. Depois se transferiu para a fábrica da empresa em Hasselt como chefe do departamento de desenvolvimento de produto, onde deu início à criação da fita cassete compacta, mais comumente chamada de fita cassete ou abreviada para K7.

## Biografia
Lou nasceu na vila de Bellingwolde, na cidade de Westerwolde, em 1926. Interessado por tecnologia desde cedo, ainda adolescente, durante a Segunda Guerra Mundial, construiu um rádio com o qual ouvia secretamente as transmissões da Rádio Oranje, com uma antena direcional primitiva para evitar os bloqueadores alemães. Com o fim da guerra, Lou ingressou no curso de engenharia mecânica da Escola Politécnica de Delft, formando-se em 1952.
No mesmo ano, Lou entrou para a Philips, em Eindhoven, no departamento de Mecanização de Negócios. Em 1957, foi transferido para a fábrica da Philips na cidade belga de Hasselt, inaugurada dois anos antes. Na época, a instalação que produzia toca-discos, trocadores de disco, gravadores e alto-falantes empregava cerca de 1.500 funcionários.
Em 1960, Lou se tornou chefe do novo departamento de Desenvolvimento de Produto, em Hasselt. Sob sua chefia, foi desenvolvido o EL 3585, o primeiro gravador portátil da Philips, do qual mais de 1 milhão de peças foram vendidas. Na época, a Philips tinha três fábricas produzindo gravadores. Em Eindhoven, os gravadores foram produzidos para o mercado profissional, os gravadores maiores e mais caros para o mercado consumidor eram feitos em Viena e em Hasselt, o foco era em aparelhos menores e mais baratos. Na época, todos os gravadores eram do tipo bobina, trabalhando com uma fita magnética. Ao carregar o gravador, a fita era passada manualmente ao longo das cabeças para uma segunda bobina.

## A fita cassete
Já havia uma corrida na época para a produção de uma fita mais compacta e menos trabalhosa de lidar, onde as bobinas e a própria fita magnética ficariam armazenadas. Com o sucesso do gravador EL 3585, surgiu um plano na fábrica da Philips em Hasselt de desenvolver um gravador de fita cassete portátil. O novo gravador tinha que ser barato e pequeno, com baixo consumo de bateria e qualidade de som razoável. Já havia um contato prévio da Philips e a RCA para um sistema de fitas cassetes, mas Lou descobriu que o sistema da RCA não era adequado para uso em dispositivos móveis compactos devido às dimensões do cassete e à velocidade da fita de 9,5 cm.
Lou então se dedicou a criar uma fita compacta, especificando as dimensões do dispositivo de reprodução. Ele mandou cortar um bloco de madeira para caber no bolso lateral de sua jaqueta. Esse bloco se tornaria o modelo para o qual o primeiro gravador de fita cassete portátil, o EL 3300 foi feito. Com base no tamanho do dispositivo de reprodução, Ottens determinou o formato da fita. Ele também optou por uma banda mais estreita, como a usada no sistema CBS, concorrente da Philips, e pela velocidade de banda padrão mais baixa, 4,75 cm/seg.
Sua equipe era composta por cerca de dez a doze jovens engenheiros que tinham trabalhado em Eindhoven na concepção ou produção de gramofones e gravadores. Entre eles estava o designer Jan Schoenmakers, experiente na construção de vários tipos de ferramentas. Em 1961, a Philips em Eindhoven firmou uma parceria com a Grundig para desenvolver conjuntamente um gravador de cassetes de alta qualidade em Viena. O desenvolvimento foi baseado no cassete de bobina única da CBS, desconhecendo o projeto de Lou Ottens e sua equipe.
Em 1963, o desenvolvimento do cassete e do dispositivo de reprodução progrediu tanto em Hasselt que a Philips decidiu introduzir o sistema durante a Internationale Funkausstellung Berlim daquele ano. A apresentação ao público, entretanto, não gerou entusiasmo, mas muitos japoneses presentes tiraram fotos. Alguns anos depois, cópias japonesas da fita cassete Philips apareceram no mercado, bem como o grupo da Grundig, mas eles eram todos ligeiramente maiores do que o projeto de Ottens.
Em 1966, Lou visitou o Japão junto de seu colega, Gerrit Gazenbeek. Com a orientação do gerente da divisão do Leste Asiático da Philips, Lou e Gerrit negociaram com dez empresas de eletrônicos, onde a fita cassete seria adquirida como equipamento padrão sem que os royalties fossem pagos. Apenas a tecnologia do equipamento de reprodução teria que ser paga à Philips. O principal na tecnologia era um mecanismo patenteado pela Philips que empurrava as cabeças magnéticas para o cassete.
Norio Ohga, chefe do departamento de áudio da Sony, que também tinha contatos com a Grundig, escolheu a fita que Ottens desenvolveu por causa de suas dimensões menores. Nas negociações, a Philips pediu 25 ienes para cada gravador vendido pela Sony. Dias depois o valor foi baixado para 6 ienes. Contrariando o conselho de seus funcionários, Ohga recusou a oferta e ainda ameaçou escolher a fida da Grundig. A Philips decidiu então ofereceu a licença para o equipamento de reprodução gratuitamente a todas as empresas eletrônicas do mundo.
Mais de 100.000 milhões de fitas cassetes foram vendidas desde seu lançamento em 1963 e começaram a rarear após o lançamento do CD, que foi desenvolvido vinte anos depois pelo mesmo Ottens em conjunto com uma equipe de engenheiros.

## Morte
Lou morreu em 6 de março de 2021, aos 94 anos, na vila de Duizel, em Eersel, nos Países Baixos.